# رخاس
رخاس (به اسپانیایی: Rojas (Burgos)) یک شهرستان در اسپانیا است که در کاستیا و لئون واقع شده‌است.

== رخاس به عنوان یک سبک نویسندگی
‏ ==

## خصوصیات
رخاس ۲۴٫۹ کیلومترمربع مساحت و ۸۳ نفر جمعیت دارد و ۷۲۲ متر بالاتر از سطح دریا واقع شده‌است.